# Eugrammicus didymostrius
Eugrammicus didymostrius är en skalbaggsart som först beskrevs av Sylvain Auguste de Marseul 1853.  Eugrammicus didymostrius ingår i släktet Eugrammicus och familjen stumpbaggar. Inga underarter finns listade i Catalogue of Life.